# Nysprog
Nysprog (fra engelsk Newspeak) er det opdigtede sprog i George Orwells roman 1984. Her fortælles det, at "nysprog er det eneste sprog i verden, hvis gloseforråd bliver mindre hvert år".
Orwell tilføjede et essay i form af et tillæg (skrevet i datid), hvori nysprogs grundlæggende principper forklares. Sproget er i høj grad baseret på engelsk, men det har et meget reduceret og forenklet ordforråd og grammatik. Det passer til Partiets totalitære styre, hvis formål er at gøre alle alternative måder at tænke eller tale på til "tankeforbrydelser" ved at fjerne alle ord og sætningskonstruktioner, som beskriver begreberne frihed, oprør etc.[kilde mangler] På nysprog kaldes engelsk for "gammelsprog", og det forventes, at gammelsprog vil blive fuldstændigt erstattet af nysprog inden 2050.[kilde mangler]
Hvordan Orwells nysprog er opstået kan man læse i hans essay Politics and the English Language fra 1946. Heri begræder han kvaliteten af det engelske sprog og giver eksempler på uddøende metaforer, prætentiøs sprogbrug og meningsløse ord – som alt sammen bidrager til at sløre begreber og til en mangel på logisk tænkning. I slutningen af essayet skriver Orwell:
| Citat | Jeg sagde tidligere at vores dekadence formentlig kan kureres. De, der vil benægte dette, ville argumentere for - hvis de overhovedet fremsagde et argument - at sproget blot reflekterer eksisterende sociale betingelser, og at vi derfor ikke kan have indflydelse på dets udvikling med nogen direkte manipulation med ord eller konstruktioner. | Citat |
|       | |       |

Nysprog er således Orwells forsøg på at beskrive den bevidste udnyttelse af sprogets forfald for at undertrykke sprogbrugerne.

## Nysprogs grundlæggende principper
Orwell beskrev principperne i nysprog i et essay, der blev trykt som et tillæg til 1984.
Orwell beskrev i sit essay principperne således: 

### At fjernesynonymer
Den grundlæggende idé i nysprog er at fjerne alle former for mening fra sproget, så der kun er simple dikotomier tilbage (glæde/smerte, lykke/sorg, gode tanker/tankeforbrydelser), hvorved statens totale dominans styrkes. På samme måde fungerer ordenes stamme i nysprog både som navneord og udsagnsord, så en yderlige reduktion af antallet af ord er mulig. Målet er også en staccato-rytme af korte stavelser, så man ikke behøver at tænke dybere over sproget. Med tiden vil der blive færre og færre ord, og ordbøgerne vil blive tyndere og tyndere.
Desuden har man fjernet ord med modsatte meninger, fordi de er overflødige – således er "dårlig" blevet til "ugod". Tillægsord med komparative eller superlative betydninger er også blevet forenklede, så en uregelmæssig bøjningsform som "bedre" er blevet "godere" og "bedst" er blevet "godest". Man kan tilføje forstærkende orddele, så f.eks. "strålende" er "plusgod" og "excellent" er "dobbeltplusgod".
Nogle af de konstruktioner i nysprog, som Orwell håner, som f.eks. at erstatte "dårlig" med "ugod", er faktisk en del af de agglutinerende sprog. Det er muligt, at Orwell byggede en del af nysprog på esperanto – f.eks. er "ugod" konstrueret på samme måde som ordet "malbona" på esperanto. Orwell var stødt på esperanto i 1927, da han boede hos sin tante og hendes mand i Paris. Her talte de netop esperanto, og Orwell var dårligt stillet, fordi han ikke kunne tale det – hvilket måske forklarer en del af antipatien mod esperanto.

### At kontrollere tankerne
"Senest år 2050 – sandsynligvis tidligere – vil gammelsprog være fuldstændigt forsvundet. Al fortidens litteratur vil være tilintetgjort. Chaucer, Shakespeare, Milton, Byron, vil alle kun eksistere på nysprog, hvilket vil sige, at de ikke blot er forandrede, men faktisk ændrede til det modsatte af deres oprindelige indhold. Selv Partiets litteratur vil forandres. Selv slagordene vil forandres. Hvordan kan man have et slagord som "Frihed er slaveri", når frihedsbegrebet er blevet afskaffet? Hele tankelivet vil være anderledes. Der vil i virkeligheden slet ikke være nogen tænkning i ordets nuværende betydning. Ortodoksi betyder ikke at tænke, ikke at behøve at tænke. Ortodoksi er ikke-bevidsthed."[kilde mangler]
Den teori, der ligger til grund for Nysprog, er, at hvis noget ikke kan siges, kan det heller ikke tænkes. Det fører til spørgsmålet, om vi defineres af vores sprog, eller om vi selv aktivt definerer det. Kan vi f.eks. kommunikere behovet for frihed eller organisere en opstand, hvis vi ikke har ord for nogen af delene? Dette relaterer sig til Sapir-Whorf-hypotesen og Ludwig Wittgenstein, der sagde: "Mit sprogs grænser er min verdens grænser."[kilde mangler]

## Nysprog i den virkelige verden
Noget lignende nysprog kan opleves inden for politik hvor modstandere kan slynge ord og sætninger mod hinanden, der er så blottede for mening, at det kan minde om de skældsord, som små børn kan råbe til hinanden. Hver sides argumenter kan i sidste ende reduceres til: "Jeg er god; han er ond."

### Politisk korrekte eufemismer
Anklager om at benytte sig af nysprog fremkommer nu og da, når en gruppe prøver at erstatte et ord eller en sætning, som er politisk upassende (f.eks. "civile ofre") eller stødende (f.eks. "mord") med en alternativ ikke-stødende eufemisme (f.eks. "utilsigtede skadevirkninger") eller falske uskyldigheder (som f.eks. "forflytte jøderne", der blev brugt af nazisterne til at dække over deres folkedrab).
Nogle mennesker, ofte højreorienterede eller konservative, hævder at det at gøre visse ord eller sætninger "unævnelige" (tankeforbrydelse) ved at forsøge at gøre sproget politisk korrekt begrænser de idéer, man kan have, og er derfor set samme som censur. Andre mener, at det at fjerne ord, der ikke længere er god sprogbrug, eller som er blevet stødende, gør folk mindre tilbøjelige til at have forældede eller stødende synspunkter.
Uanset hvad, så er der en lighed mellem politisk korrekthed og nysprog, selvom nogle mener, at der er en forskel i hensigten: I 1984 er nysprog indført for at styrke statens magt over individet; politisk korrekt sprogbrug skal på den anden side og ift. tilhængerne befri individet fra stereotype forudfattede meninger, der opstår pga. fordomsfuld sprogbrug. Det er dette forsøg på at ændre (eller fjerne) ord, der gør, at politisk korrekthed kan sammenlignes med nysprog.
Der er iøjefaldende eksempler på, at Orwells idéer er blevet til virkelighed. Han mente, at alle filosofier før Engsoc kunne dækkes af betegnelsen "gammeltænkning", der ikke indeholder nogen af nuancerne i disse ideologier, men kun konnotationen "dårlig" eller "ond". Det hævdes, at noget lignende er overgået ordene "fascisme" og "kommunisme" siden slutningen af 2. verdenskrig. "Kommunisme" omfatter ikke længere doktrinerne udarbejdet af Marx, Engels eller Lenin, men står blot for noget generelt dårligt. På samme måde er der kun få, der i dag er klar over forskellen på Mussolinis, Francos og Hitlers regimer; de klumpes sammen under den overordnede betegnelse "fascisme" eller "nazisme" og hentyder også blot til noget dårligt.
Politiske grupper bruger ofte neologismer til at få deres synspunkter til af fremstå i et positivt lys og deres modstandere i et dårligt. I den amerikanske abortdebat, kalder de, der går ind for begrænsninger i adgangen til abort, sig selv for "pro-liv" (og man må så antage, at deres modstandere er "anti-liv" eller "pro-død"). Omvendt kalder de, der ønsker øget adgang til abort, sig for "pro-valg".
Debatten om newspeak især i medierne, er ikke så tit genstand for debat, men når den er, har selv DR erkendt, at de til tider kommer til at snakke politikere og meningsdannere efter munden, når de benytter sig af værdiladede udtryk med den underbevidste hensigt om at fremme en bestemt politisk dagsorden. 

### Forkortelserogakronymer
En anden udbredt brug af nysprog i dag er den overdrevne brug af forkortelser. Iflg. tillægget om nysprog i 1984: "Man fandt ud af, at når man således forkortede et navn, indsnævrede og ændrede man dets mening, fordi man berøvede det de fleste af de associationer, der ellers knyttede sig til det." Der peges også på totalitære regimers brug af den slags forkortelser før 2. verdenskrig, f.eks. Gestapo, Komintern og Agitprop.
Endnu stærkere er akronymer som f.eks. "Ofcom", "OPEC", "PETA" og "NAFTA", der kan udtales, som var de rigtige ord. Dette ses endnu tydeligere med akronymer som "laser", "SCUBA" og "radar", der har en så udbredt brug i dag, at de skrives med små bogstaver. Akronymer indeholder mindre information end den fulde betegnelse, og giver som regel ikke anledning til spontane associationer, og de er derfor sårbare over for misbrug.